# Abdel Razek Ibrahim
Abdel Razek Ibrahim, عبد الرازق ابراهيم  (ur. 1 maja 1983 r. w Gizie) – egipski wioślarz, reprezentant Egiptu w wioślarskiej czwórce bez sternika wagi lekkiej podczas Letnich Igrzysk Olimpijskich w Pekinie.

## Osiągnięcia
- Igrzyska Olimpijskie – Pekin 2008 – czwórka bez sternika wagi lekkiej – 12. miejsce[1].